# Šime Malenica
Šime Malenica (Split, 1965.), hrvatski brodskograđevni stručnjak i stručnjak za hidrostrukturne probleme, dopisni član HAZU

## Životopis
Rođen je u Splitu 1965. godine. Diplomirao je na Fakultetu strojarstva i brodogradnje u Zagrebu 1990. godine. Magistrirao je 1991., a doktorirao 1994. godine na Sveučilištu Pierre et Marie Curie (Paris VI). Za vrijeme doktorskog studija radio je na francuskom Institutu za naftu (IFP). Godine 1995. zaposlio se u istraživačkom odjelu klasifikacijskog društva Bureau Veritas (BV) u Parizu, gdje danas radi kao voditelj Odjela za hidro-strukturne probleme. Sudjelovao je u mnogim francuskim industrijsko-istraživačkim projektima te u međunarodnim projektima, u koje su bili uključeni i hrvatski znanstvenici, kao što su: Cooperative Research Ships (CRS), 30-ak znanstvenih institucija iz zemalja članica NATO-a; EU FP7 Project Tools for Ultra Large Container Ships (TULCS), 13 europskih institucija i Hyundai Heavy Industries (najveće svjetsko brodogradilište); Studies on the Advanced Hydroelastic Analyses for Marine Structures, koji financira korejska vlada. Dr. Malenica surađuje s vodećim svjetskim sveučilištima na zajedničkim projektima, mentoriranjem doktoranada, održavanjem pozvanih predavanja, organiziranjem međunarodnih skupova i dr. (MIT, Oxford, Houston, Santa Barbara, Texas A&M, Oslo, Trondeim, Novosibirsk, Seoul, Busa, Harbin, Dalian, Shanghai, Marseille, Nantes, Zagreb...). Zajedno s dr. Xiaoboom Chenom glavni je djelatnik u razvoju renomiranih softvera HYDROSTAR i HOMER za analizu valnog opterećenja i odziva brodskih i pomorskih konstrukcija, koji se primjenjuju širom svijeta. Izabran je za člana Međunarodnog kongresa o brodskim i pomorskim konstrukcijama (International Ship and Offshore Structures Congress–ISSC), najvažnije međunarodne udruge na području brodskih i pomorskih konstrukcija, koja preko svojih tehničkih komiteta vrednuje objavljena znanstvena postignuća i daje smjernice za daljnja istraživanja.
Dr. Šime Malenica razvio je intenzivnu suradnju s Fakultetom strojarstva i brodogradnje Sveučilišta u Zagrebu. Izabran je u znanstveno zvanje znanstvenog savjetnika i naslovno nastavno zvanje izv. profesora. Sudjeluje u nastavi na poslijediplomskom studiju. Bio je angažiran na europskim TEMPUS projektima Numerical Simulation Curricula (NUSIC) i Advanced Ship Design for Pollution Prevention (ASDEPP). Bitno je pridonio razvoju šest mladih hrvatskih znanstvenika organiziranjem i vođenjem njihova usavršavanja u Bureau Veritasu u Parizu kao pripremi za izradu doktorata. U suradnji s hrvatskim znanstvenicima organizirao je nekoliko važnih međunarodnih konferencija u Republici Hrvatskoj, od kojih su neke bile održane pod pokroviteljstvom Akademije.U Akademiji je održao dva pozvana predavanja: Pregled numeričkih simulacija u hidrodinamici pomorskih konstrukcija (Bilten Razreda za tehničke znanosti HAZU, br. 1, 2002.) i Hidroelastični problemi u osnivanju ultravelikih brodova. Dr. Šime Malenica dobitnik je Nagrade HAZU za područje tehničkih znanosti za 2014. godinu na osnovi objavljenih pionirskih radova o hidroelastičnosti brodskih konstrukcija, koji su trajan doprinos razvoju brodograđevne znanosti.